# 乌默恩
乌默恩是德国下萨克森州的一个市镇。总面积40.32平方公里，总人口1545人，其中男性801人，女性744人（2011年12月31日），人口密度38人/平方公里。